# Neoaliturus dumetosus
Neoaliturus dumetosus är en insektsart som beskrevs av Mitjaev 1975. Neoaliturus dumetosus ingår i släktet Neoaliturus och familjen dvärgstritar. Inga underarter finns listade i Catalogue of Life.